# Randolfo Bittencourt
Randolpho de Souza Bittencourt (Manaus, 5 de dezembro de 1938 - Manaus, 17 de abril de 2025) foi um advogado, professor e político brasileiro que foi deputado federal pelo Amazonas.

## Biografia
Filho de Sérgio Augusto Pará Bittencourt e de Adélia de Sousa Bittencourt. Advogado formado em 1961 pela Universidade Federal do Amazonas com especialização em Administração Pública pela Escola Brasileira de Administração Pública e de Empresas da Fundação Getúlio Vargas, no Rio de Janeiro. Professor da Escola de Serviço Público do Amazonas e membro do Conselho Estadual de Cultura, fez o curso de antropologia cultural junto à Universidade Federal do Amazonas em 1975 antes de ser professor da referida instituição.
Procurador jurídico do Departamento de Estradas de Rodagem do Amazonas em 1965 e diretor-administrativo do órgão, integrou a Comissão de Reforma Administrativa do estado. Estreou na política em 1982 ao eleger-se deputado federal pelo PMDB e no exercício do mandato votou a favor da emenda Dante de Oliveira em 1984 e com o malogro desta escolheu Tancredo Neves no Colégio Eleitoral em 1985.
Licenciou-se do mandato entre fevereiro e maio de 1986 quando ocupou a Secretaria de Educação e Cultura no governo Gilberto Mestrinho e no mesmo ano foi candidato a reeleição obtendo uma suplência. Com o fim de seu mandato retornou ao magistério.